# Need for Speed (jogo eletrônico de 2015)
Need for Speed é um jogo eletrônico de corrida que foi produzido pelo estúdio Ghost Games e lançado pela Electronic Arts para as plataformas PlayStation 4, Xbox One e para Microsoft Windows. O game, que possui uma jogabilidade não linear dá ao jogador a liberdade de explorar totalmente os cenários, é o vigésimo primeiro da franquia Need for Speed, sendo, porém, um reboot a esta popular série.
Segundo a Electronic Arts, o jogo conta com as melhores características de toda a franquia, fazendo dele "a experiência Need for Speed definitiva".

## Jogabilidade
Need for Speed tem uma jogabilidade similar aos jogos anteriores da série, usufruindo assim de uma mecânica de jogo virada para o estilo Arcade racing. A acção tem lugar na cidade fictícia de Ventura Bay (baseada em Los Angeles), numa estrutura de mundo aberto. De acordo com a Electronic Arts, as estradas no mapa têm aproximadamente o dobro do tamanho das de Need for Speed: Rivals.
Durante a conferencia de imprensa da Electronic Arts na E3 2015, a Ghost Games detalhou as “Cinco Maneiras de Jogar”: Velocidade, Estilo, Customização, Equipe e Fora-da-Lei; construídos em redor de cinco ícones do mundo automóvel real, cada um “um herói atual da cultura dos carros”. Os cinco métodos dão ao jogador a possibilidade de progredir, criando a sua própria história, ao mesmo tempo que ganham respeito e reputação para eles próprios e assim se tornarem também ícones do mundo automóvel, através de vários elementos de jogabilidade e da narrativa interligada.
As versões PlayStation 4 e Xbox One têm uma cadência (frame rate) bloqueada nos 30fps. A versão para PC inclui resolução 4K, framerate desbloqueada, e a possibilidade de optar por mudanças manuais. O PC tem ainda suporte para vários volantes de marcas como a Logitech, Thrustmaster e Fanatec.

## Carros
Existe um total de 51 carros disponíveis no jogo, incluindo as super máquinas da Lamborghini, o Ferrari F40, o Ford Mustang GT, o Porsche 911 Carrera RSR e o Toyota Supra SZ-R.
- Acura RSX-S
- BMW M2
- BMW M3 E46
- BMW M3 E92
- BMW M3 Evolution II E30
- BMW M4
- Chevrolet Camaro Z28
- Chevrolet Corvette Z06
- Dodge Challenger SRT8
- Dodge SRT Viper
- Ferrari 458 Italia
- Ferrari F40
- Ford Focus RS
- Ford Mustang
- Ford Mustang Boss 302
- Ford Mustang Fox Body
- Ford Mustang GT
- Honda Civic Type-R
- Honda NSX Type-R
- Honda S2000
- Lamborghini Aventador LP 700-4
- Lamborghini Diablo SV
- Lamborghini Huracán LP 610-4
- Lamborghini Murciélago LP 670-4 SV
- Lotus Exige S
- Mazda MX-5 1996
- Mazda MX-5 2015
- Mazda RX7 Spirit R
- McLaren 570S
- Mercedes-AMG GT
- Mitsubishi Lancer Evolution MR
- Nissan 180sx Type X
- Nissan Fairlady 240ZG
- Nissan GT-R Premium
- Nissan Silvia Spec-R
- Nissan Skyline GT-R KPGC10
- Nissan Skyline GT-R V-Spec 1993
- Nissan Skyline GT-R V-Spec 1999
- Porsche 911 Carrera RSR
- Porsche 911 Carrera S (991)
- Porsche 911 Carrera S (993)
- Porsche 911 GT3 RS
- Porsche Cayman GT4
- Scion FR-S
- Subaru BRZ Premium
- Subaru Impreza WRX STI
- Toyota GT86
- Toyota Sprinter GT Apex
- Toyota Supra SZ-R
- Volkswagen Golf GTI
- Volvo 242

## Desenvolvimento
Depois do lançamento de Need for Speed: Hot Pursuit em 2010, a Criterion Games, produtores da aclamada e premiada série Burnout, produziram Need for Speed: Most Wanted. Numa entrevista dada em 2012, Matt Webster, produtor de Most Wanted, disse que todos os jogos futuros de Need for Speed poderiam não ser todos produzidos pela Criterion, mas que o estúdio iria supervisionar as produções futuras da série. Um ano depois, Marcus Nilsson, produtor de Need for Speed: Rivals, disse que o recém criado Ghost Games estava agora encarregue da série; cerca de 80% do pessoal da Criterion trabalhou em Rivals e o restante num misterioso "projeto novo." Um mês depois, o vice-presidente e director criativo da Criterion Games, Alex Ward, anunciou que 60/65 pessoas foram da Criterion para a Ghost Games UK, aparentemente de forma permanente, para trabalhar em Rivals e na série, ficando cerca de 20 na Criterion.
Em Abril de 2013, a Electronic Gaming Monthly publicou uma reportagem que seria dado um reinicio a Need for Speed: Underground; algo que foi logo contrariado por Alex Ward da Criterion. Inicialmente suspeitava-se que a Criterion não produzia jogos de corrida automóvel num curto prazo, mas Ward clarificou que estava a falar por ele e não pelo estúdio. Em 2013, Marcus Nilsson da Ghost, disse que estavam a trabalhar para restaurar a credibilidade da série. Também sugeriu uma sequela para Underground 2 (2004), isto se as condições fossem propicias. Mais tarde no mesmo ano, na Eurogamer Expo, Nilsson deu a entender que a série poderia ter um estilo de progressão similar às séries Underground - Most Wanted - Carbon.
Em 2014, Andrew Wilson da Electronic Arts anunciou que não haveria um novo jogo Need for Speed nesse ano, o primeiro ano desde 2001 em que nenhum jogo da série seria lançado.
A 21 de Maio de 2015, a EA anunciou o seu próximo jogo Need for Speed com um vídeo, seguido por material de promoção uns dias antes. A EA clarificou que o novo Need for Speed não é um jogo Underground 3, mas que mesmo assim "iria partilhar muito" do mesmo conteúdo.
A 29 de Maio de 2015, a EA confirmou que para jogar Need for Speed seria necessário uma ligação permanente à Internet, mas assegurou que "os benefícios são bons". Já houve jogos Need for Speed que tinham mundos online para os jogadores onde os jogadores podiam correr e e habitar, isto apesar de nunca ser necessário ao jogador estar ligado à rede. Tal anúncio levantou algumas criticas pela critica especializada, que lembraram o lançamento de SimCity em 2013, que era impossível de jogar por requerer uma ligação à Internet para o fazer.
A equipa de produção trabalhou com a Speedhunters por forma a experimentar carros icónicos, consultar marcas de peças e assessórios, experimentar a condução personalizada e afinações de desempenho.
A Ghost Games referiu que não tem planos para conteúdo adicional pago ou microtransações, no entanto, os jogadores podem esperar "actualizações com conteúdo gratuitas".

### Testes beta
O processo de inscrições para a beta fechada teve lugar de 12 a 25 de Setembro de 2015 na página oficial Need for Speed. Os testes têm data marcada para 5 de Outubro na Xbox One e PlayStation 4.

## Lançamento
Need for Speed foi lançado mundialmente a 3 de Novembro de 2015 pela Electronic Arts para PlayStation 4 e Xbox One. A versão para Windows foi adiada para 15 de Março de 2016 na América do Norte e 17 de Março de 2016 na Europa. A equipa de produção decidiu adiar para permitir melhorar a qualidade visual e ter uma experiência com o frame rate desbloqueado. A Edição Deluxe e a padrão de Need for Speed ficaram disponíveis para pré-reserva a 15 de Junho de 2015, no entanto a Edição Deluxe apenas está disponível fisicamente nos Estados Unidos.

### Conteúdo adicional
A 9 de Dezembro de 2015 a Ghost Games lançou a actualização Legends, que acrescenta (entre outras coisas) canções de jogos anteriores Need for Speed, um nível máximo de rep para 70, novos coleccionáveis, e a habilidade de tirar o som às chamadas. A actualização também adicionou um novo evento chamado Eddie e Melissa de Need for Speed: Underground. Depois de completar o evento o jogador recebe o carro de 1999 Nissan Skyline GT-R V-Spec de Eddie.

## Recepção
O título foi recebido com críticas mistas para positivas, tendo recebido notas significativas tanto para o enredo quanto para a jogabilidade diferenciada.